# Roland Agalliu
Roland Agalliu (ur. 5 lipca 1961 w Tiranie) – albański piłkarz, pierwszy po rewolucji w Rumunii obcokrajowiec grający w rumuńskiej ekstraklasie. Po zakończeniu kariery piłkarskiej, w 2001 roku zamieszkał w Grazu.